# Dare to Love Me
Dare to Love Me (en hangul, 함부로 대해줘; romanización revisada, Hamburo daehaejwo; literalmente, «Trátame con dureza») es una serie de televisión surcoreana dirigida por Park Yu-mi y protagonizada por Kim Myung-soo y Lee Yoo-young. Se emitirá por el canal KBS2 desde el 13 de mayo de 2024, en horario de lunes y martes a las 22:10 (hora local coreana).

## Sinopsis
Es la historia de Shin Yun-bok, un erudito dotado de benevolencia y previsión, y Kim Hong-do, una mujer que está cansada de una vida en la que la tratan con grosería y dureza.

## Reparto

### Principal
- Kim Myung-soo como Shin Yoon-bok, un noble erudito con la filosofía de que la benevolencia y la sabiduría hacen a una persona, y que se jacta de la nobleza obliga de Corea durante generaciones en su familia.[3][4]

- Lee Yoo-young como Kim Hong-do, una asistente contratada en el equipo de diseño de una marca de ropa. Es una mujer que no tiene experiencia en la feroz industria del diseño, pero que no renuncia a su sueño de convertirse en diseñadora y es pionera en su propio camino.[5][6]

- Bae Jong-ok como Camille Jean, la directora ejecutiva y diseñadora principal de una marca de moda de lujo.[7][8]

- Seonwoo Jae-deok como Shin Soo-geun, abuelo de Shin Yoon-bok y jefe de la aldea Seongsan, a la que intenta proteger por todos los medios posibles.[7][8]

- Park Eun-seok como Lee Joon-ho, el propietario de Seongsan-kwan, un restaurante de comida tradicional coreana de alto nivel. Al contrario de su agradable apariencia, es una persona con un profundo sentimiento de inferioridad que los demás desconocen.[7][9]
- Jo In como Shin I-bok, una mujer misteriosa que aparece de repente frente a Shin Yoon-bok.[9][10]

### Secundario

#### Entorno de Hong-do
- Han Ki-chan como Kim Hong-hak, el hermano menor de Kim Hong-do y el único amigo de Shin Yoon-bok. Es un escritor desconocido de webtoons con un encanto vivaz y seguro.[11][12]
- Seo Byeok-jun como Lee Do-young, compañero de trabajo y novio de Kim Hong-do. Es una persona que solo es feliz cuando viste artículos de lujo, incluso si tiene que morir de hambre, y se demuestra un novio problemático.[13]
- Lee Beom-kyo como Park Yoon-hee, el jefe de la Administración del Patrimonio Cultural, una persona con mucha experiencia en su trabajo.[8]
- Lee Myung-ho como Frankie Leroit, director de mercadeo de Camille.[8]
- Kim Si-hyun como Lee Hyang-gi.

#### Entorno de Yoon-bok
- Lim Young-joo como Oh Yoon-ah, guardaespaldas y secretario de Yoon-bok.
- Park Yoon-hee como Lee Beom-kyo, director de la Administración del Patrimonio Cultural de la República de Corea.
- Lee Se-rang como Yeoju-daek, la madre de Jun-ho y niñera de Yoon-bok.
- Kim Byeong-chun como Kim Chil-bok.
- Jin Soo-hyun como Pi Hye-won, la madre de Yoon-bok.
- Moon Yu-bin como Lee Se-ryeong, la hija de Lee Dae-gam.
- Kim Seo-kyung  como Park Seo-kyung, inspector del equipo de patrimonio cultural de la Agencia Nacional de Policía.

## Producción
La serie es una producción de Fantagio, que firmó un contrato con KBS, según se anunció el 20 de marzo de 2024, por un importe de 14 000 millones de wones. Está basada en el homónimo webtoon del escritor Jeong Seon-woo, serializado en Naver Webtoon. El guion es obra de Park Yu-mi, y la dirección corre a cargo de Jang Yang-ho.Está protagonizada por Kim Myung-soo y Lee Yoo-young, que declaró acerca de su papel: «fue el trabajo y el personaje más cómico y lindo que jamás haya hecho, y el guión fue divertido. Decidí participar porque amaba a Kim Hong-do, quien era valiente y brillante a pesar del conflicto entre los valores confucianos y modernos».

### Promoción
El 15 de abril de 2024 el equipo de producción anunció la fecha de estreno de la serie y publicó algunos fotogramas de Kim Myung-soo. El 19 de abril KBS2 difundió imágenes de la lectura del guion por el reparto de actores. El 30 del mismo mes publicó un cartel de pareja con los dos protagonistas, y el 1 de mayo dos carteles de personajes. El 25 de abril y el 2 de mayo KBS distribuyó sendos avances centrados en los protagonistas, primero Shin Yoon-bok y después Kim Hong-do; el 3 de mayo se publicaron nuevos fotogramas de la serie.
El 27 de mayo KBS2 emitió desde las 20:55, antes del quinto episodio, un programa resumen de los cuatro primeros, a modo de guía para los espectadores que no los habían visto en su momento.

## Banda sonora original
| Parte | Fecha de publicación | Título                      | Letra                                  | Música                                  | Artista                   | Dur. | Ref.   |
| ----- | -------------------- | --------------------------- | -------------------------------------- | --------------------------------------- | ------------------------- | ---- | ------ |
| 1     | 14 de mayo de 2024   | «It's Alright»              | Enzo                                   | Enzo, H25, Secret Weapon, Dr. Ahn       | Lee Chang-sub             | 2:39 | [ 22 ] |
| 2     | 21 de mayo de 2024   | «I hope»                    | Enzo                                   | Enzo, Secret Weapon, Dr. Ahn, Chaeipapa | Choi Yoo-jung (Weki Meki) | 4:24 | [ 23 ] |
| 3     | 28 de mayo de 2024   | 그대를 보내요 («Déjame ir») | Enzo                                   | Enzo, H25, Secret Weapon, Dr. Ahn       | Ji Soo-yeon (Weki Meki)   | 3:55 | [ 23 ] |
| 4     | 29 de mayo de 2024   | 마지막 꿈 («Último sueño»)  | Baek Eun-woo, Park Bum-geun, Ang-woong | Park Bum-geun, Ji Seong-gyu, Ang-woong  | MJ                        | 4:33 | [ 24 ] |

## Audiencia
Dare to Love Me seguía a otras producciones de KBS2 que habían alcanzado resultados muy modestos (y en algún caso desastrosos) en la misma franja horaria, por lo que había expectativas de que pudiera recuperar la cuota de espectadores perdida en los últimos meses. Después de Oasis, la última con un desempeño satisfactorio, la audiencia se redujo a la mitad con Mi perfecto desconocido, y cayó aún más con Heartbeat y con My Lovely Boxer. A continuación, no recuperó tampoco audiencia The Matchmakers, que se quedó en un promedio del 3-4 %, pese a parecer una apuesta segura tratándose de un drama de época y contando con el nombre de sus protagonistas, dos estrellas en ascenso como Cho Yi-hyun y Rowoon. KBS decidió entonces retrasar la emisión de las 21:45 a las 22:10, y con este horario se presentaron Love Song for Illusion y Nothing Uncovered. Pero a pesar de este cambio horario tampoco estas mejoraron los resultados del canal, por lo que la caída se prolongó por más de un año. Dare to Love Me formaba parte de un paquete de seis nuevos programas para mayo con los que KBS esperaba, en palabras de su jefe de programación Kim Dong-yoon, «dar un salto adelante» tras un período de estancamiento. La serie no cumplió con estas expectativas y cerró su último capítulo con apenas el 1,4 % y un promedio del 1,3 %. Los espectadores abandonaron la serie después de su primer episodio y la actuación del protagonista Kim Myung-soo recibió duras críticas.
| Ep. | Fecha de emisión    | Audiencia (Nielsen Korea) |
| --- | ------------------- | ------------------------- |
| 1 | 13 de mayo de 2024  | 2,3 % (25.ª)              |
| 2 | 14 de mayo de 2024  | 1,5 % (31.ª)              |
| 3 | 20 de mayo de 2024  | 1,5 % (34.ª)              |
| 4 | 21 de mayo de 2024  | 1,4 % (32.ª)              |
| 5 | 27 de mayo de 2024  | 1,4 % (36.ª)              |
| 6 | 28 de mayo de 2024  | 1,1 % (37.ª)              |
| 7 | 3 de junio de 2024  | 1,1 % (37.ª)              |
| 8 | 4 de junio de 2024  | 1,1 % (40.ª)              |
| 9 | 10 de junio de 2024 | 1,0 % (37.ª)              |
| 10 | 12 de junio de 2024 | 1,0 % (40.ª)              |
| 11 | 17 de junio de 2024 | 1,0 % (42.ª)              |
| 12 | 18 de junio de 2024 | 1,4 % (29.ª)              |
| 13 | 24 de junio de 2024 | 1,3 % (37.ª)              |
| 14 | 25 de junio de 2024 | 1,3 % (35.ª)              |
| 15 | 1 de julio de 2024  | 1,0 % (46.ª)              |
| 16 | 2 de julio de 2024  | 1.4 % (34.ª)              |
| Promedio | Promedio            | 1,3 %                     |
| - En la tabla superior, los números azules representan las calificaciones más bajas y los números rojos representan las más altas.. |                     |                           |